# 농업전람관역
농업전람관역(중국어: 农业展览馆站) 또는 눙예잔란관역은 중국 베이징시 차오양구 싼리툰 가도·마이쯔뎬 가도 접경에 동3환북로·둥즈먼 외대가 교차로에 위치한 베이징 지하철 10호선의 지하철역으로, 2008년 7월 19일 10호선 1단계 개통과 함께 운행을 개시하였다. 역명은 국립농업전람관과 가까운 곳에 위치하여 유래된 이름이다.

## 위치
량마차오역은 동3환북로·신위안 남로·량마차오로의 교차점에 위치해 있으며, 본선은 동3환북로 동(東)보조도로 동쪽에 위치한다.

## 역 구조
이 역은 차오양구 국립농업전람관 서문,  동3환북로·둥즈먼 외대가 교차로에 위치다.

### 층별 구조
| 지면층             | 출입구                          | 출입구                             |
| 지하 1층 대합실 층 | 대합실                          | 고객센터, 자동 발매기, 출입 게이트 |
| 지하 2층 승강장    | ←                               | ■ 10호선 내선순환 (량마차오)       |
| 지하 2층 승강장    | 섬식 승강장, 왼쪽 출입문이 열림 |                                    |
| 지하 2층 승강장    | →                               | ■ 10호선 내선순환 (퇀제후)         |

### 대합실

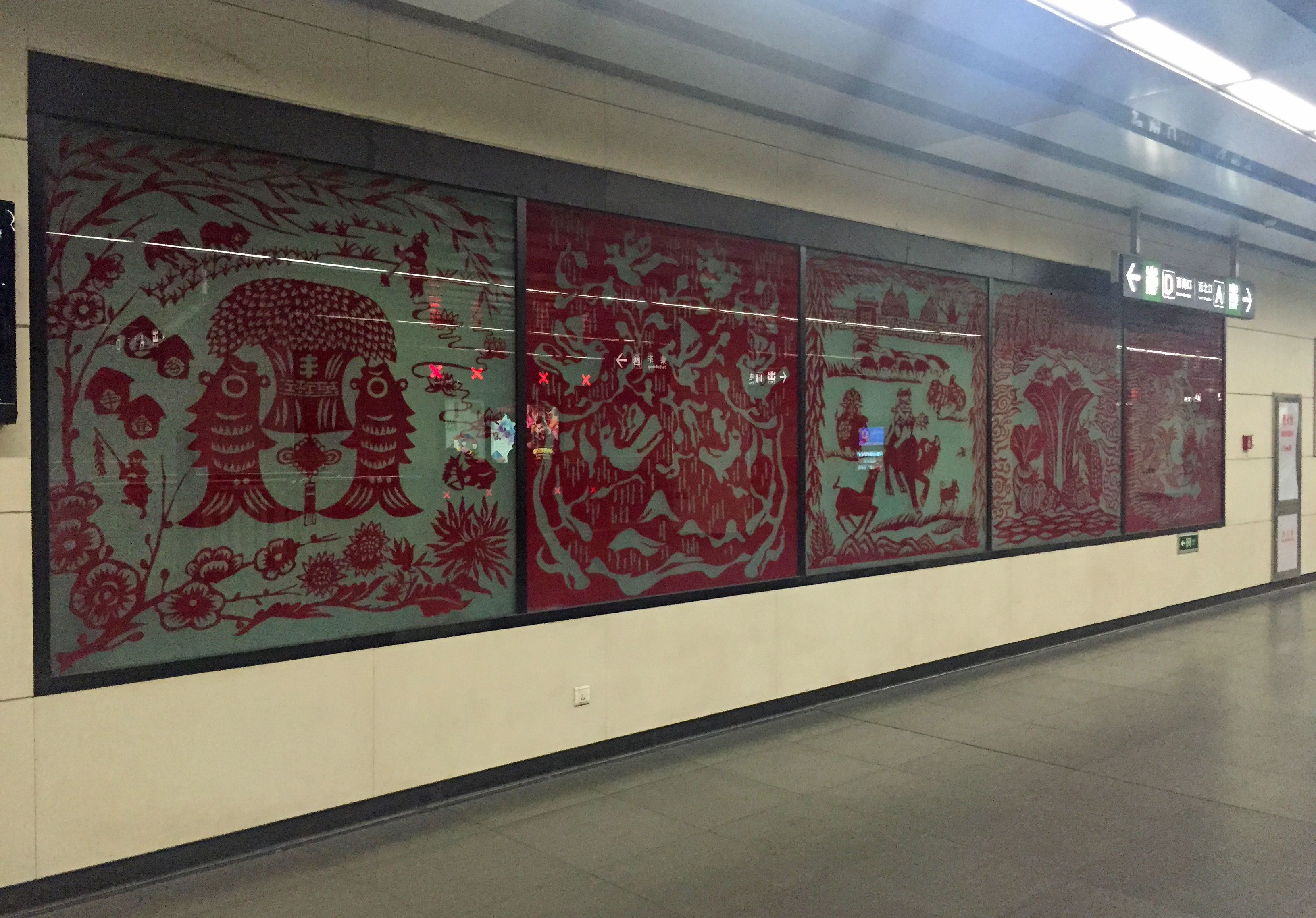
대합실 내 전지 예술 벽화

농업전람관역의 대합실은 지하 1층에 위치해 있으며, 서쪽에는 장수현(张树贤)의 전지로 장식되어 농업, 어업 등 농민 생활의 모습을 표현한다.

### 승강장
농업전람관역은 동3환북로의 동쪽에 지하에 섬식 승강장이 있다. 양쪽 승강장에는 스크린도어가 설치되어 있다. 승강장 남쪽 끝에 건넘선이 있다.

승강장 전경(2018년 1월 촬영)

## 출구
농업전람관역에는 2개의 출입구가 있으며, 모두 3환로 동쪽에 위치한다.
|                         |                       |                                                                        |      |             |
| 출구                    | 지시                  | 출구 인근                                                              | 사진 | 무장애 시설 |
| 出口 · A                | 동3환북로(东三环北路) | 동3환북로(东三环北路), 농업전람관(农业展览馆), 농업관 북로(农展馆北路) |      | 빈칸        |
| 出口 · D · 1            | 동3환북로(东三环北路) | 동3환북로(东三环北路), 농업전람관(农业展览馆)                          |      |             |
| 아이콘 설명: 엘리베이터 |                       |                                                                        |      |             |